# Perespa (stacja kolejowa)
Perespa (ukr. Переспа, ros. Переспа) – stacja kolejowa w miejscowości Perespa, w rejonie łuckim, w obwodzie wołyńskim, na Ukrainie. Leży na linii Zdołbunów – Kowel.
Stacja istniała przed II wojną światową.